# British Film Institute

British Film Institutes logotyp.

British Film Institute (BFI, svenska: Brittiska filminstitutet) är en organisation för främjande och bevarande av film- och tv-skapande i Storbritannien, bildad 1933. BFI använder medel från National Lottery för att uppmuntra filmproduktion, distribution och utbildning. BFI tar emot bistånd från den brittiska motsvarigheten för kulturdepartementet och är delvis finansierat med stöd i "British Film Institute Act 1949".
BFI ger ut filmtidskriften Sight & Sound en gång i månaden.